# Danielle Lappage
Danielle Suzanne Lappage (ur. 24 września 1990) – kanadyjska zapaśniczka walcząca w stylu wolnym. Dwukrotna olimpijka. Zajęła szesnaste miejsce w Rio de Janeiro 2016 w kategorii 63 kg i piętnaste w Tokio 2020 w kategorii 68 kg.
Srebrna medalistka mistrzostw świata w 2018, a piąta w 2014. Mistrzyni igrzysk wspólnoty narodów w 2014 i druga w 2018. Triumfatorka igrzysk frankofońskich w 2013. Jedenasta na Uniwersjadzie w 2013, jako zawodniczka Uniwersytetu Simona Frasera. Piąta w indywidualnym Pucharze Świata w 2020. Czwarta w Pucharze Świata w 2014 i piąta w 2018. Akademicka mistrzyni świata w 2014 i trzecia w 2012. Mistrzyni świata juniorów w 2010 roku.